# 東京保護國

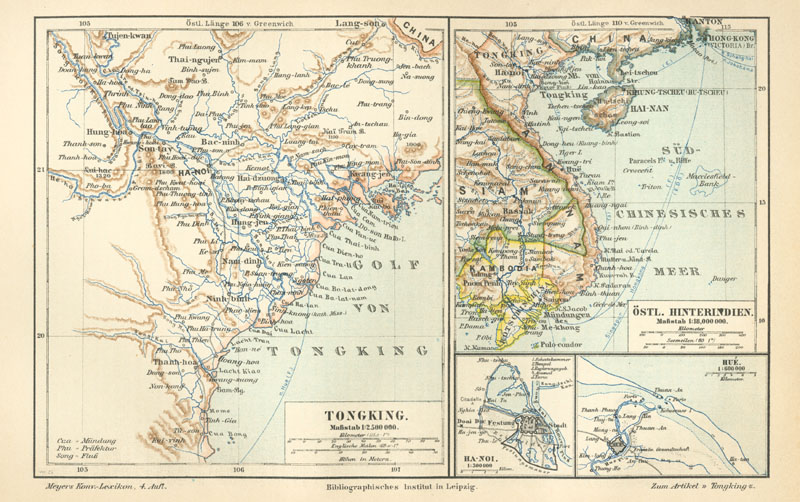
北圻地圖，1888年

東京保護國（法語：Protectorat français du Tonkin），是1885年法蘭西第三共和國根據《第二次順化條約》在越南北部建立的一個保護領，首府設於河內。越南人稱之為北圻（越南语：／），意為「北方之土」。
「東京」一名源於越南語Đông Kinh，是河內在後黎朝時期的名稱，後來成為西方人對越南北部的稱呼。

## 參看
- 东京 (越南)
- 河內
- 北部湾
- 外路
- 北城
- 北圻統使